# غلين هوفمان
غلين هوفمان (بالإنجليزية: Glenn Hoffman) هو لاعب كرة قاعدة أمريكي، ولد في 7 يوليو 1958 في أورانج في الولايات المتحدة.

## وصلات خارجية
- غلين هوفمان على موقعبيزبول رفرنس.كوم (الدوري الرئيسي) (الإنجليزية)
- غلين هوفمان على موقعبيزبول رفرنس.كوم (الدوري الثانوي) (الإنجليزية)